# 佩德羅·蒙特
佩德罗·埃利亚斯·巴勃罗·蒙特·蒙特（西班牙語：Pedro Elías Pablo Montt Montt，西班牙語發音：[ˈpeðɾo ˈmond]；1849年6月29日—1910年8月16日），曼努埃尔·蒙特·托雷斯之子，智利律师、政治家，1906年至1910年担任第14任智利总统。